# San Juan de Nieva
San Juan de Nieva es una localidad española situada entre los concejos asturianos de Castrillón, Avilés y Gozón, en ambos lados de la ría de Avilés.

## Geografía

Fotograma de vuelo aéreo sobre San Juan de Nieva (1983)

La localidad se sitúa a ambos lados de la ría de Avilés. La parte castrillonense se sitúa completamente en la margen izquierda, mientras que la avilesina se reparte entre ambas, estando ya únicamente habitada la situada en la margen derecha. En esta ribera, el caserío se encuentra a ambos lados del límite entre Gozón y Avilés, ocupando este término municipal la parte más cercana a la ría, frente a la curva de Pachico. Sus casas sufrían inundaciones en mareas altas debido a las estelas de los barcos hasta la construcción de una escollera en 1997.
En la parte de Castrillón se sitúa el extremo oriental del arenal de 2600 m de longitud que se extiende hasta Salinas y que se conoce como playa de San Juan de Nieva.

### Demografía
Según el nomenclátor, San Juan de Nieva son dos entidades singulares de población en los concejos de Castrillón y Avilés, ambas con la categoría histórica de lugar.

#### Castrillón
En el concejo de Castrillón, San Juan de Nieva es una de las 7 entidades de población que no forma parte de ninguna de sus parroquias, desde el nomenclátor de 1991.

#### Avilés
En el concejo avilesino, San Juan de Nieva es la única entidad de la parroquia de Laviana. Según sadei (2022), la parroquia tiene una extensión de 0,732 km², de la que mayor parte (en torno al 60%) corresponde a la ría de Avilés y la práctica totalidad del resto (casi el 38%) a zonas industriales y portuarias, incluida la antigua iglesia de San Juan de Nieva.
La zona habitada (6 personas empadronadas en 2021) se corresponde a la parte de la localidad de Nieva (Gozón) más próxima a la ría.

## Geología
En la margen derecha de la ría, aflora el Carbonífero, en un manchón de pequeñas dimensiones, bajo el Devónico. Está constituido por una alternancia de areniscas y pizarras, con una potencia total de 150 m, según Patac,  que Llopis reduce a 15-20 m. Patac señala que los estratos buzan 85°N y tienen rumbo N-80-E.
Probablemente, es un extremo del afloramiento del carbonífero de Arnao (situado al oeste), estando ambos situados bajo un cabalgamiento del Devónico. Junto con la de Ferroñes, son cuencas continentales estefanienses en la unidad de Somiedo de la zona cantábrica en Asturias.
Se ha datado como Estefaniense B-C o C, siendo su primera datación la realizada por Patac (1923) que, a partir de ocho fósiles vegetales, lo asignó «a la parte alta del hullero superior». Posteriormente, Jongmans (1951) lo atribuye también al Estefaniense Superior pero Llopis Lladó (1961) lo sitúa en el Autuniense (Pérmico) debido a la presencia de Walchia piniformis y Pecopteris pluckeneti. Wagner (1965) discrepa de Llopis Lladó y lo clasifica, con Arnao, en el Estefaniense B-C. En 1977, Palacio estableció su edad en Estefaniense B-C, a partir de ocho especies fósiles extraídas en calicatas, cinco de ellas distintas a las identificadas por Patac. Palacio señala que Walchia piniformis ha dejado de ser considerada como característica del Autuniense.
Patac recoge que durante la Primera Guerra Mundial una capa de carbón de 0,40 m de potencia fue explotada mediante un chamizo. Fruto de su laboreo, se creó una escombrera donde recogió las pizarras con los fósiles que identificó. Según Rafa Balbuena, la Real Compañía Asturiana de Minas explotó durante 1924 el yacimiento, continuando con las labores de la explotación clandestina anterior pero lo abandonó al poco tiempo debido a las condiciones del mismo.

## Toponimia
De acuerdo a los decretos del Principado de Asturias de recuperación y fijación de la toponimia asturiana, los topónimos oficiales, en asturiano, son:
- en Castrillón: San Xuan, desde 2008 (antes, en castellano, San Juan de Nieva);[11]
- en Avilés: San Xuan en la parroquia de San Xuan de Nieva, desde 2010 (antes San Juan de Nieva en Laviana, respectivamente)[12] y
- en Gozón: San Xuan en el lugar de Nieva de la parroquia de Llaviana (antes Laviana), desde 2005.[13]

El decreto de Avilés también recoge los topónimos de La Dársena, La Marisma, San Xuan de la Parte Ca y San Xuan de la Parte Lla. Estos dos últimos hacen referencia a las zonas situadas a ambas márgenes de la ría. En relación con esto, Lorenzo Álvarez (1995) recoge como topónimos en asturiano San Xuan, San Xuan de Nieva y San Xuan del Lao d'Acá para el pueblo de la margen derecha y San Xuan de Nieva y San Xuan del Lao d'Allá para el de la margen izquierda, dentro de la toponimia de Gozón.
Por su parte, el nomenclátor de la Academia de la Llingua Asturiana recoge San Xuan de Nieva como barrio en la parroquia de Laviana (Gozón) y como localidad de la parroquia homónima de Avilés. Y San Xuan para la parte de Castrillón.

### Etimología
San Juan puede deberse a la posible presencia de una iglesia dedicada a san Juan Bautista en Nieva. Esta iglesia aparece en varios documentos medievales:
- En la donación de Ordoño II a la iglesia en el año 921:

In litore maris ecclesias Sancti Iohannis de Neva et Sancti Salvatoris de Petris Albis ab integro.
En la costa del mar, las iglesias de San Juan de Neva y San Salvador de Piedras Albas, por entero.

- El obispo Vimara instituye por heredero de la iglesia de san Juan de Neva a su hermano Alfonso:

Vimara Episcopus, forte Tudensis, donat fratri suo Adephonso, Ecclesiam Sancti loannis Baptista de Neva in littore Oceani prope Villam Avilles fundatam, in qua Adulfi Episcopi, qui ejusdem Ecclesiae posessor fuerat, corpus jacet. 8.° kalendas Junias era 986
Vimara obispo, tal vez de Tuy, regala a su hermano Alfonso la iglesia de San Juan Bautista de Nieva, fundada en el litoral del océano junto a la villa de Avilés, en cuya iglesia el 25 de junio del año 948 yace el cuerpo del obispo Adulfo que había poseído la misma iglesia

- Los reyes Fernando y Sancha donan al abad Jimeno y a su convento de San Vicente de Oviedo, las iglesias de san Juan Bautista y de Santa Coloma, en 1045:[20]

ecclesias nostras pernominatas Sancto Johannes et Sancte Columbe, qui sunt fundatas prope ore maris et iusta ribulo vocitato Neva et iusta castro Gauzone
nuestras iglesas llamadas san Juan y santa Colomba, que fueron edificadas a la orilla del mar y junto al llamado río Neva y cerca del castillo de Gauzón

También, según Monje Calleja, es la iglesia de san Juan Bautista que aparece en la donación de Alfonso III a la iglesia de Oviedo fechada en 905, posteriormente manipulada por el obispo Pelayo en el siglo XII:

uillam Abilies secus oceanis maris cum ecclesia sancti Iohannis Baptiste et ecclesiam sancte Marie
la villa de Avilés a lo largo del mar océano con la iglesia de san Juan Bautista y la iglesia de santa María

Sin embargo, Ángel Garralda sostenía que esa iglesia es la actual de san Nicolás de Bari, que cambió de patrono en el siglo XII.

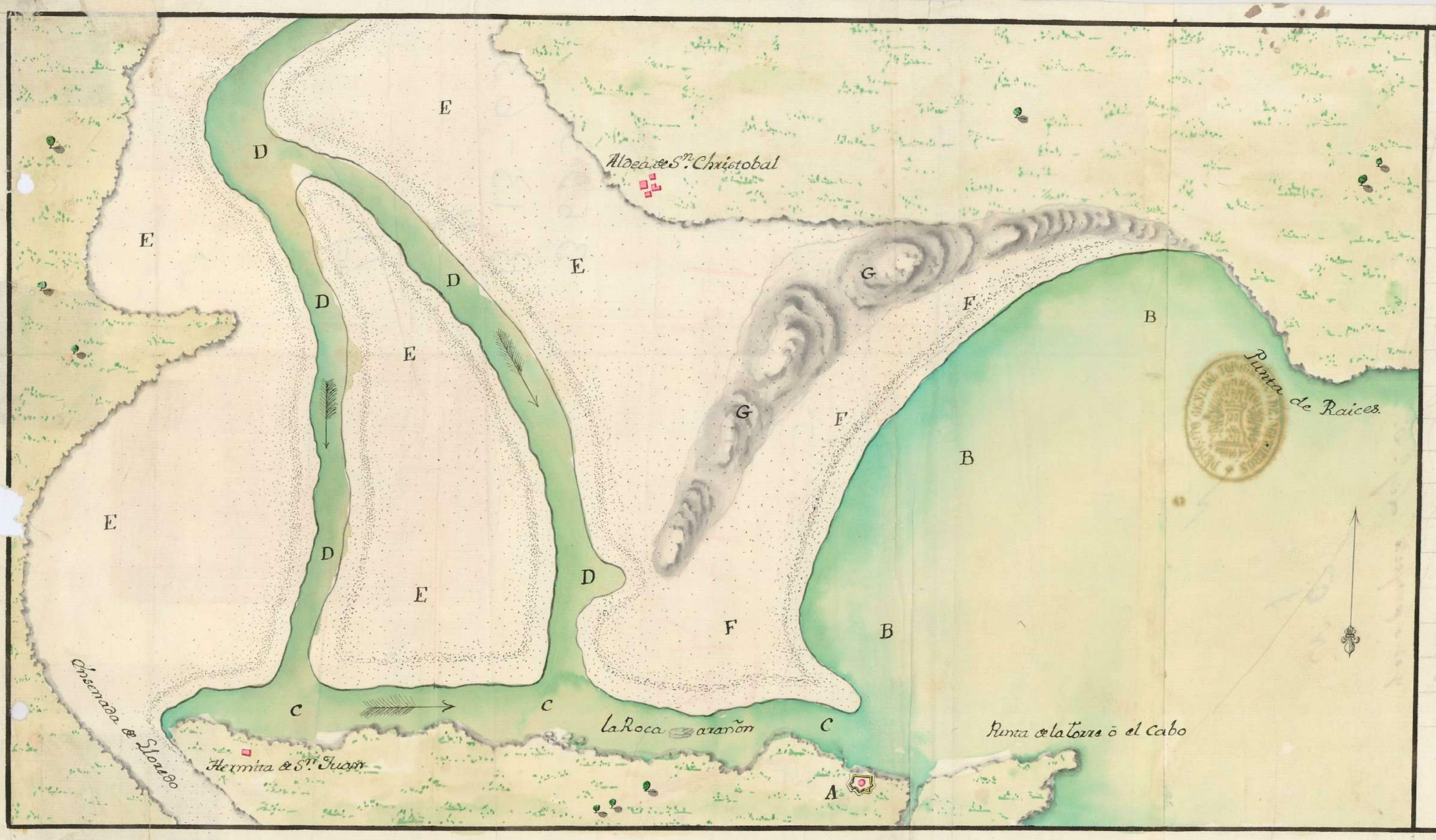
Plano del de la entrada de la ría de Avilés donde se muestra la «hermita de S.^{n} Juan» (sic)

Según la leyenda, una marea muy alta o un deslizamiento de tierras destruyó el pueblo donde se encontraba la iglesia por lo que se edificó la actual capilla de San Juan en Nieva, a donde se trasladó también la tumba del obispo Pelayo que estaba en el templo antiguo.
Por su parte, Nieva, según Xosé Lluis García Arias, puede proceder de un antropónimo, Naevius. La terminación en -a se explicaría por concordancia con uilla, de la que Naevius sería su dueño.

## Historia

### Edad Antigua
En Nieva, Gozón, se encuentra el castro de Cantu La Figal, que estaría relacionado con las rutas comerciales romanas por el mar Cantábrico por su cercanía al fondeadero. En la ladera del castro hacia San Juan de Nieva, Joaquín Manzanares encontró una tégula con la marca del alfarero LICINIVS, que incorporó al Tabularium Artis Asturiensis. Además de esta, el hallazgo de otros restos romanos en Avilés y sus alrededores sugieren la existencia de un poblamiento antiguo.

### Edad Moderna

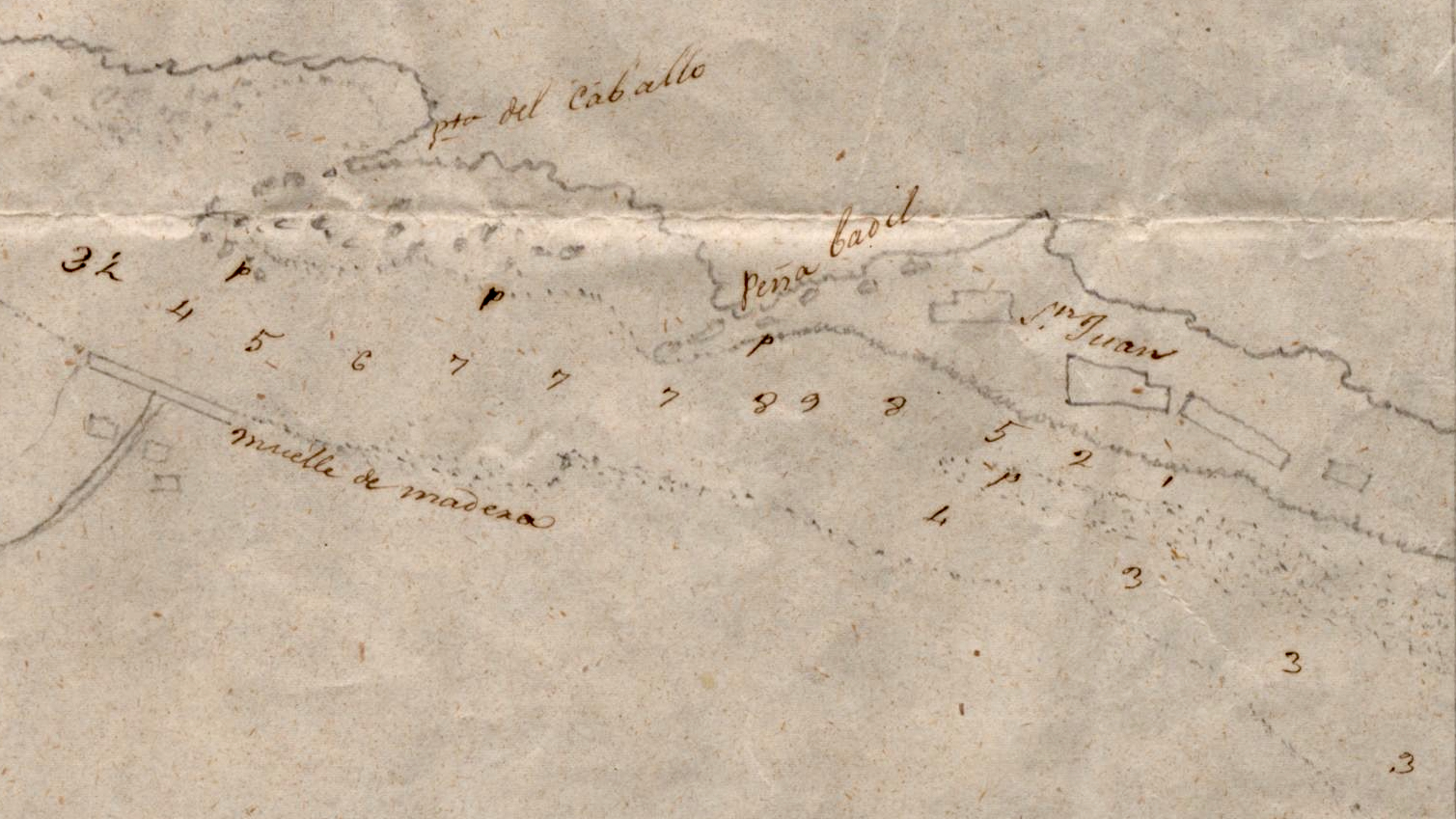
El fondeadero de San Juan en un plano de la entrada de la ría de Avilés (1860)

El núcleo primitivo se sitúa en el margen derecha de la ría, que es fundado por pescadores a mediados del siglo XIX. Madoz lo recoge en su diccionario (1849) como lugar de la parroquia de Labiana (sic), Gozón. Delante de él se situaba un fondeadero de 4 a 5 m de calado en bajamar máxima viva equinoccial donde descargaban total o parcialmente los barcos que, por su características, no podían remontar hasta Avilés. Con el desarrollo del puerto, comienza el poblamiento de la margen izquierda. La Real Compañía Asturiana de Minas de Carbón (1833-1853), antecesora de la Real Compañía Asturiana de Minas, dispuso un depósito para hulla y de un embarcadero de madera, en la playa arenosa del borde izquierdo del canal de entrada a la ría y frente al fondeadero. Próximo a este muelle y en la misma margen se construyó la dársena de San Juan de Nieva, según el proyecto de encauzamiento de la ría de Pedro Pérez de la Sala de 1858, cuyo primer muelle, el Sur, entró en servicio en 1893. Estas instalaciones portuarias (y las adyacentes) se construyeron mediante relleno de los arenales y las marismas existentes.
En 1894 la Compañía de los Caminos de Hierro del Norte de España completó el trazado de la línea Villabona de Asturias-San Juan de Nieva, que cuatro años antes había alcanzado Avilés, y se inauguró la estación de San Juan de Nieva, próxima a la dársena homónima. Con la puesta en marcha de este tramo, la dársena de San Juan quedó conectada por ferrocarril con las cuencas hulleras asturianas convirtiéndose en una alternativa al embarque de carbones por el puerto de Gijón y en uno de principales puertos carboneros del Cantábrico.
En 1957 se constituye Asturiana de Zinc que instala una fábrica para producir zinc electrolítico en San Juan de Nieva que comienza, según la propia empresa, su producción en 1960. En 2002 se convirtió en la mayor productora mundial de zinc electrolítico, puesto que mantenía en 2019. La planta recibe los sulfuros de zinc que utiliza como materia prima principalmente por la dársena de San Juan, donde dispone de dos naves cerradas de acopio con una superficie total de 70 000 m² en ambos muelles, Oeste y Sur. Desde el puerto hasta la planta, la blenda se transporta a través de una cinta transportadora
cerrada, construida en 1999.

## Iglesia parroquial
San Juan de Nieva contó con una iglesia parroquial desde mediados del siglo XX hasta el año 2008, en que el templo fue desacralizado. Bajo la advocación de Nuestra Señora del Carmen de San Juan de Nieva, es obra del arquitecto Ignacio Álvarez Castelao y su característica más singular es la forma de quilla invertida.
La iglesia parroquial de Nuestra Señora del Carmen de la dársena de San Juan de Nieva, con su casa rectoral, fue construida según proyecto encargado al  arquitecto Ignacio Álvarez Castelao y al ingeniero Santiago Castro y presentado en julio de 1944. Sus promotores fueron un “destacado número de avilesinos, que por su condición conocen perfectamente el problema” del gran número de obreros del puerto, que debían ser controlados por el nacionalcatolicismo para evitar la influencia del movimiento obrero.
El proyecto contemplaba para el templo una alineación diagonal dentro de una parcela cuadrada, con planta en forma de cruz y cubierta en forma de quilla invertida. Y en sus laterales, pórticos asemejando claustros que delimitan jardines.
La construcción comenzó poco después de la presentación del proyecto en terrenos propiedad de la Junta de Obras del Puerto de Avilés (actual Autoridad Portuaria de Avilés), en los concejos de Castrillón y Avilés, junto a la dársena de San Juan, en la margen izquierda de la ría de Avilés. La Junta de Obras cedió el uso del templo a la Iglesia de Asturias mediante concesión administrativa hasta el año 2022. El coste fue asumido mayoritariamente por el Puerto con aportaciones monetarias y de mano de obra de particulares, según Jesús García, su último párroco.
En 2008, la Autoridad Portuaria, inició las obras para desviar la carretera que atravesaba la zona de los muelles y crear una zona de acceso restringido, que incluía el edificio del templo. Debido a este aislamiento, la iglesia fue descralizada tras la celebración de la última eucaristía el 16 de julio de 2008, festividad del Carmen. Desde entonces, el complejo permanece sin uso.
El templo se encuentra incluido dentro del catalógo urbanístico del municipio de Avilés, elaborado en 2006, dentro de los edificios de interés cultural y urbanístico.